# Tobias Michael Carel Asser
Tobias Michael Carel Asser (Amsterdam, 1838 - La Haia, 1913) fou un advocat neerlandès, premiat el 1911 amb el Premi Nobel de la Pau juntament amb el periodista Alfred Hermann Fried.

## Biografia
Va néixer el 28 d'abril de 1838 a la ciutat d'Amsterdam i estudià Dret, donant classes a l'Athenaeum i a la Universitat d'Amsterdam. Va esdevenir conseller del Ministeri d'Assumptes Exteriors el 1875, membre del Consell d'Estat el 1893 i Ministre d'Estat el 1904.
El 1869 fou cofundador de la Revue de droit international et de législation comparée i publicà diversos llibres sobre l'advocacia.
Va presidir les Conferències de la Haia per a la codifiació del Dret Internacional el 1893, 1894, 1900 i 1901.
Per la seva participació en la creació del Tribunal Permanent d'Arbritatge de la Haia el 1899 fou guardonat l'any 1911 amb el Premi Nobel de la Pau al costat del pacifista Alfred Hermann Fried.